# 大舍諾夫

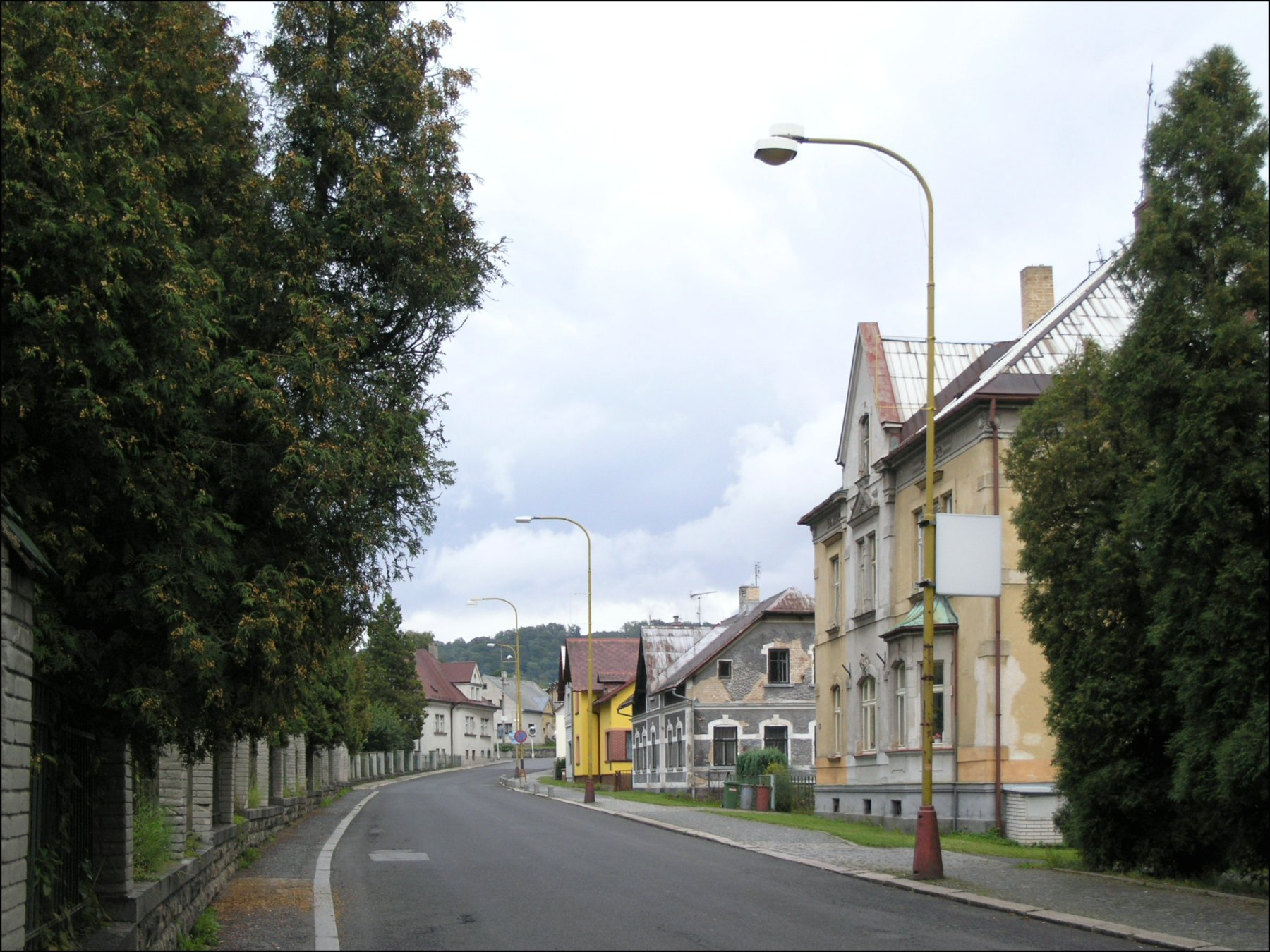

大舍諾夫是捷克的城鎮，位於該國北部，距離什盧克諾夫6公里，由烏斯季州負責管轄，始建於十二世紀，面積19.82平方公里，海拔高度357米，2005年人口1,957。

## 外部連結
- Czech Statistical Office: Municipalities of Děčín District

50°59′N 14°23′E / 50.983°N 14.383°E